# Давыдов, Александр Михайлович (певец)
Александр Михайлович Давыдов (настоящее имя Израиль Моисеевич Левенсон; 25 марта 1872 года, местечко Кобеляки Полтавской губернии — 28 июня 1944 года, Москва) — оперный и камерный певец (лирико-драматический тенор), популярный исполнитель романсов. После окончания сценической карьеры — оперный режиссёр и педагог, заслуженный артист Республики (1924).

## Биография
Родился в семье учителя. С 12 лет, уехав в Киев, пел в хоре, затем в кафе-шантане. В Киеве познакомился с музыкантами. И. П. Прянишников помог перейти в хор Киевской оперы. В 1890—1892 годах обучался пению у Камилло Эверарди. Дебютировал на оперной сцене в партиях Фауста («Фауст») и Альфреда («Травиата») в 1889 г. в Екатеринославе, но скоро увлёкся и опереттой, параллельно выступая в операх и опереттах. Выступал в разных антрепризах по городам России. В 1900—1914 гг. солист петербургского императорского Мариинского театра (дебютировал в партии Германа — «Пиковая дама»), продолжая гастролировать по России и за рубежом. По приглашению С. П. Дягилева выступал в Париже в программе «Русские сезоны» (1909 г.).
В 1914—1915 гг. был руководителем русского отделения кинофирмы «Кинетофон Эдисона», выпускавшей экспериментальные звуковые фильмы. Вышло 37 фильмов этой фирмы, некоторые из них были отрывками из опер, арии в которых исполнил Давыдов («Евгений Онегин», «Мазепа», «Пиковая дама»).
Из-за наступавшей глухоты в 1914 г. певец оставил оперную сцену, но ещё до 1924 г. продолжал концертную деятельность, исполняя русские, цыганские и неаполитанские песни и романсы. В 1924—1935 гг. жил в эмиграции в Париже, где состоял консультантом по художественной части в Парижском театре Русской оперы. В 1934 г. стал режиссёром оперной труппы Ф. И. Шаляпина и по его же настоянию был приглашён в качестве режиссёра в парижский театр «Опера комик» в качестве постановщика «Князя Игоря» (музыкальным руководителем спектакля был А. К. Глазунов).
Вернувшись в 1935 году в СССР, с 1936 года занимался педагогической деятельностью в вечерней школе пения при Мариинском театре, ставшим Ленинградским театром оперы и балета имени С. М. Кирова.
Написал литературные воспоминания о П. И. Чайковском, Ф. И. Шаляпине для различных сборников и журналов.
Умер в 1944 году. Похоронен на Литераторских мостках.

## Творчество

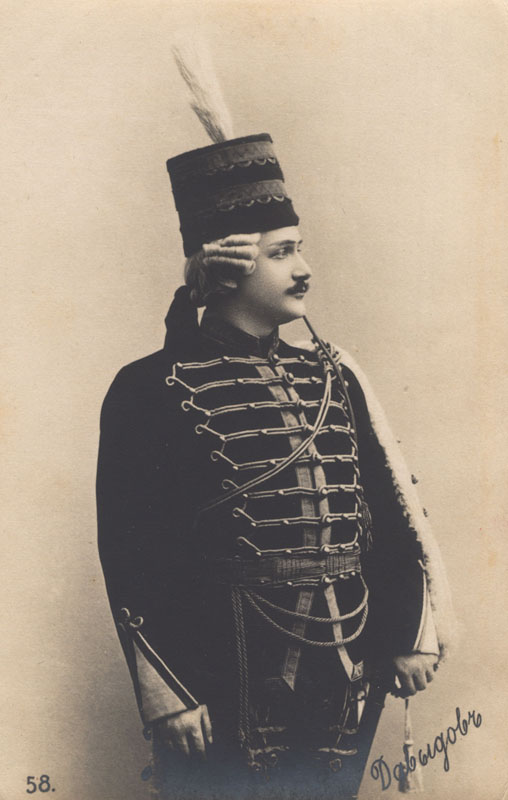
А. М. Давыдов — Герман в опере «Пиковая дама»

Незаурядный вокалист, обладавший крупным актёрским дарованием. Исполнитель высокой музыкальной и общей культуры.
Репертуар певца был огромен и состоял из ролей в 85 операх и 30 опереттах, среди которых:
Садко, первый исполнитель в постановке Мариинского театра («Садко»); Наль («Наль и Дамаянти»); Моцарт («Моцарт и Сальери»), Миме («Зигфрид»); Герман и Чекалинский («Пиковая дама»); Синодал («Демон» А. Рубинштейна);Вильгельм («Миньон»), Арлекин («Паяцы»); Тангейзер («Тангейзер»); Самозванец («Борис Годунов»); Хозе («Кармен»); Логе («Золото Рейна»); Ленский («Евгений Онегин»); Макс («Вольный стрелок»); Отелло («Отелло» Дж. Верди) и многие другие.
По словам известного петербургского критика Э. А. Старка (псевдоним — Зигфрид) (Петербургская опера и её мастера. 1890—1910, Л-М Искусство. 1940 г. //глава V. Артисты-солисты: Давыдов): «Давыдов был после Фигнера следующим этапом на пути раскрытия образа Германа… Герман у Давыдова был значительнее, нежели у Фигнера. Он был проще, без того налета мелодраматизма, которого не чуждо было исполнение Фигнера», — и продолжает: о ролях Зигмунда, Логе и Тангейзера, что певец вступил в соревнование с создателем этих ролей — Ершовым и всегда выходил из этого сложного соревнования с честью, «оставался непревзойдённым» в партии Миме.
Был популярен как исполнитель русских песен и «цыганских» романсов, прежде всего, Александра Алябьева, Николая Бакалейникова, Василия Врангеля, Якова Пригожего, Николая Зубова и Михаила Штейнберга. Также Давыдов и сам был не чужд творчества. Пожалуй, самыми известными из его сочинений стали романсы «Отойди, не гляди» (на стихи Бешенцова) и «Зачем?» (иногда называемый по припеву: «тебя не вырвут у меня») на стихи неизвестного автора. Последний ввела в свой репертуар, в том числе, и «несравненная» Анастасия Вяльцева. Кроме неё этот «жестокий» романс часто исполняли Мария Эмская и Николай Большаков. — Позднее, уже в советские годы давыдовский романс «Зачем?» особенно прославился в исполнении Веры Марецкой и Сергея Мартинсона, став одним из лучших музыкальных номеров фильма «Свадьба» военных лет.
В начале века записал на грампластинки около 400 произведений:
- в Петербурге («Граммофон», 1901—1909 гг. , 1911 г.; «Пате», 1903 г., 1909—1910 гг.; «В. И. Ребиков», 1904 г.; «Бека», 1905 г.; «Колумбия», 1906—1907 гг.; «Фаворит», 1909—1910 гг.; «Сирена», 1911, 1913 гг.; «Стелла», 1911 г.; РАОГ, 1912, 1914 гг.; «Одеон», 1912 г.);
- в Москве («Граммофон», 1901 г.; «Метрополь», Корона, 1912 г.).